# Sevilay Öztürk
Sevilay Öztürk, née le 28 novembre 2003, est une nageuse paralympique turque. Elle concourt dans la catégorie de handicap S5 en nage libre, dos et papillon, se spécialisant dans les épreuves de sprint. Elle a participé aux Jeux paralympiques d'été de 2016.

## Vie personnelle
Sevilay Öztürk est née de Bülent Öztürk et Hülya, leur premier enfant, le 28 novembre 2003. Elle est née sans bras en raison d'une malformation congénitale (agénésie bilatérale des membres supérieurs),.
Soutenue par son père, elle a été scolarisée dans le quartier. Elle a appris à utiliser son pied pour écrire.

## Carrière sportive
Öztürk a commencé à nager en 2010 après avoir rencontré Beytullah Eroğlu, un nageur paralympique national à succès, également atteint d'une déficience bilatérale des membres, dans un hôpital de sa ville natale,. Elle a débuté des exercices de natation réguliers en 2013. Elle a remporté trois médailles d'or et deux médailles d'argent aux championnats nationaux de natation paralympique. Elle a fait ses débuts internationaux lors des 30e Championnats internationaux d'Allemagne à Berlin en juin 2016,.

### 2024
Elle a été désignée comme l'une des deux porte-drapeaux, aux côtés de Mahmut Bozteke, par le Comité national paralympique turc pour mener la délégation turque lors de la cérémonie d'ouverture des Jeux paralympiques d'été de 2024.